# Адресное оказание помощи бедным в КНР
Адресное оказание помощи бедным в КНР (кит. трад. 精凖扶貧,  упр. 精准扶贫，пиньинь: jīngzhǔn fúpín，палл.: Цзинчжунь Фупинь) – это концепция, предложенная Си Цзиньпином в ноябре 2013 года с инспекционными поездками в китайскую провинцию Хунань. Потом лидер Китая Си Цзиньпин много раз выдвигал эту концепцию. И она стала важной в политической жизни Китая. 
В марте 2014 года во время «двух сессий» Китая (сессии Всекитайского собрания народных представителей и Народного политического консультативного совета Китая) Си Цзиньпин подчеркнул, что необходимо осуществить адресное оказание помощи бедным. Это усилило концепцию адресного оказания помощи бедным. С тех пор, Адресное оказание помощи бедным в Китае стало горячей темой во всех кругах страны. 
16 октября 2015 года на Форуме по сокращению бедности и развитию-2015 в Пекине Си Цзиньпин еще раз подчеркнул, что Китай проводит работу Адресного оказания помощи бедным. .
За последние 40 лет 740 млн китайцев были избавлены от бедности. За это время вклад Китая в глобальное искоренение нищеты составил порядка 70%. По данным Госстатуправления КНР, в среднем из-за черты абсолютной бедности страна выводила по 19 млн человек ежегодно.  В ближайшие три года Китай намерен вывести из-за черты бедности еще около 30 млн человек.
В Китае есть свой стандарт о бедности. Согласно правилу китайского правительства, тот, у кого годовой чистый доход ниже 2800 юаней (порядка 410 долларов), относится к бедным. В настоящее время в Китае существует еще 128 тыс. бедных деревень, 592 бедных уездов. Большинство этих районов расположено в горной и удалённой местности, где плохие условия инфраструктуры и общественной услуги. 

## Оценка
Генеральный секретарь ООН Антониу Гуттериш во время выступления на конференции по безопасности в Мюнхене 18 февраля 2017 года отметил, что «Китай – мировой рекордсмен по устранению бедности в последние десять лет».